# James Willett
James Willett (Yarrawonga, 23 de diciembre de 1995) es un deportista australiano que compite en tiro, en la modalidad de tiro al plato.
Ganó dos medallas en el Campeonato Mundial de Tiro, en los años 2019 y 2022.
Participó en dos Juegos Olímpicos de Verano, ocupando el quinto lugar en Río de Janeiro 2016 (doble foso) y el séptimo en Tokio 2020 (foso mixto).

## Palmarés internacional
| Campeonato Mundial | Campeonato Mundial | Campeonato Mundial | Campeonato Mundial |
| Año                | Lugar              | Medalla            | Prueba             |
| ------------------ | ------------------ | ------------------ | ------------------ |
| 2019               | Lonato (Italia)    | Medalla de oro     | Foso mixto         |
| 2022               | Osijek (Croacia)   | Medalla de bronce  | Foso mixto         |